# Équipe d'Autriche masculine de volley-ball
Cet article traite de l'équipe masculine. Pour l'équipe féminine, voir Équipe d'Autriche féminine de volley-ball.
L'équipe d'Autriche de volley-ball est composée des meilleurs joueurs autrichiens sélectionnés par la Fédération autrichienne de Volley-Ball (Österreichischen Volleyballverband, ÖVV). Elle est actuellement classée au 70e rang de la FIVB au 21 juillet 2014.

## Sélectionneurs
- 2009 :  Flavio Gulinelli
- Janvier 2017- :  Stelian Moculescu

## Sélection actuelle
Sélection pour les Qualifications aux championnats du monde de 2010.

Entraîneur : Claudio Cuello  ; entraîneur-adjoint : Lukas Mark 

## Palmarès et parcours

### Palmarès
Néant

### Parcours

#### Championnats du monde
| - 1949 : Non participant - 1952 : Non participant - 1956 : 20e - 1960 : Non participant - 1962 : 19e - 1966 : Non qualifié - 1970 : Non qualifié - 1974 : Non qualifié - 1978 : Non qualifié - 1982 : Non qualifié | - 1986 : Non qualifié - 1990 : Non qualifié - 1994 : Non qualifié - 1998 : Non qualifié - 2002 : Non qualifié - 2006 : Non qualifié - 2010 : Non qualifié - 2014 : Non qualifié - 2018 : Non qualifié - 2022 : Non qualifié |

#### Championnats d'Europe
| - 1948 : Non participant - 1950 : Non qualifié - 1951 : Non qualifié - 1955 : 13e - 1958 : 18e - 1963 : 16e - 1967 : Non qualifié - 1971 : 21e - 1975 : Non qualifié - 1977 : Non qualifié | - 1979 : Non qualifié - 1981 : Non qualifié - 1983 : Non qualifié - 1985 : Non qualifié - 1987 : Non qualifié - 1989 : Non qualifié - 1991 : Non qualifié - 1993 : Non qualifié - 1995 : Non qualifié - 1997 : Non qualifié | - 1999 : 8e - 2001 : Non qualifié - 2003 : Non qualifié - 2005 : Non qualifié - 2007 : Non qualifié - 2009 : Non qualifié - 2011 : 16e - 2013 : Non qualifié - 2015 : Non qualifié - 2017 : Non qualifié | - 2019 : 23e - 2021 : Non qualifié - 2023 : Non qualifié |

#### Ligue européenne
| - 2004 : Non qualifié - 2005 : Non qualifié - 2006 : Non qualifié - 2007 : Non qualifié - 2008 : 7e - 2009 : 10e - 2010 : 8e - 2011 : 12e - 2012 : 8e - 2013 : 9e | - 2014 : 6e - 2015 : 9e - 2016 : 3e - 2017 : Non qualifié |